# Destructor Bombardiere
El Bombardiere va ser un dels dinou destructors de la classe Soldati construïts per a la Regia Marina a finals dels anys 30 i principis dels 40. Completat a mitjans de 1942, va formar part del segon lot de set vaixells.

## Disseny i descripció
Els destructors de classe Soldati eren versions lleugerament millorades de la classe Oriani anterior. Tenien una longitud entre perpendiculars de 101,6 metres i una longitud total de 106,7 metres. Els vaixells tenien una mànega de 10,15 metres i un calat mitjà de 3,15 metres i 4,3 metres amb càrrega profunda. El Soldatis desplaçaven 1.830–1.850 tones mètriques (1.800–1.820 tones llargues) amb càrrega normal, i 2.450–2.550 tones mètriques (2.410–2.510 tones llargues) amb càrrega profund. El seu complement durant la guerra era de 13 oficials, 202 sotsoficials i mariners.
El Bombardiere estava accionat per dues turbines de vapor d'engranatge Belluzzo, cadascuna impulsava un eix d'hèlix utilitzant vapor subministrat per tres calderes Yarrow. Dissenyats per a una potència màxima de 44.000 cavalls de potència (33.000 kW) i una velocitat de 33 nusos (59-61 km/h; 39-40 mph) en servei, els vaixells de la classe Soldati van assolir velocitats de 34-36 nusos (63–67 km/h; 39–41 mph) durant les seves proves de mar amb una càrrega lleugera. Portaven prou fuel oil per donar-los una autonomia de 2.500 milles nàutiques (4.600 km; 2.900 milles) a una velocitat de 14 nusos (26 km/h; 16 mph) i 885 nmi (1.639 km; 1.018 milles) a una velocitat de 34 nusos (63 km/h; 39 mph).
La bateria principal del Bombardiere constava de quatre canons de 120 mil·límetres de calibre 50 en dues torretes de dos canons, una a davant i a darrere de la superestructura. En una plataforma al mig del vaixell hi havia un canó d'obús estrella de 120 mil·límetres de calibre 15. La defensa antiaèria (AA) del Soldatis era proporcionada per vuit canons Breda Model 1935 de 20 mil·límetres. Els vaixells estaven equipats amb sis tubs de torpedes de 533 mil·límetres en dos muntatges triples al mig del vaixell. Tot i que no tenien un sistema de sonar per a tasques antisubmarines, estaven equipats amb un parell de llançadors de càrrega de profunditat. Els vaixells podien portar 48 mines.

## Història
Un cop operatiu, el Bombardiere va ser assignat a missions d'escorta a les rutes de la Mediterrània oriental. i després a les de Tunísia, duent a terme un servei força curt. Durant tot el període en què la unitat va estar operativa –des del juliol de 1942 fins al seu enfonsament–, el seu comandant va ser el capitano di fregata Giuseppe Moschini
El 18 de novembre de 1942 , juntament amb el seu vaixell bessó Legionario i la moderna torpedinera Groppo, va escortar els transports de tropes Puccini i Viminale fins a Bizerta: el comboi va arribar il•lès a la seva destinació malgrat els atacs dels submarins anglesos davant del cap de San Vito.
De tornada a Itàlia, la unitat va escortar els grans i moderns vaixells a motor Monginevro i Sestriere des de Bizerta fins a Nàpols juntament amb els bessons Legionario i Velite, però a les 15.04 del 21 de novembre, a unes 18 milles al sud-oest d'Ischia, el Velite va rebre l'impacte d'un torpede, quedant immobilitzat; i el Bombardiere va haver de remolcar el vaixell danyat fins a Nàpols.
El 17 de gener de 1943 , juntament amb el Legionario , va salpar de Bizerta per escortar el vaixell a motor Mario Roselli fins a Palerm. A les 17.30 h, poc després de la posta de sol, quan Sicília ja era a la vista, es va albirar l'estela d'un torpede llançat pel submarí britànic HMS United: el Bombardiere va intentar virar a estribord per evitar l'atac, però va ser impactat a l'alçada del pont: l'explosió va destruir el pont , llançant-ne una part al mar, i va fer explotar les calderes, trencant el vaixell en dos. La secció de popa es va enfonsar gairebé immediatament, a les 17.25 h, a la posició 38° 15′ N, 11° 43′ E / 38.250°N,11.717°E (24-26 milles al nord-oest de Marettimo), la proa es va enfonsar uns minuts més tard. El comandant Moschini va alliberar el timoner atrapat entre les restes del naufragi i el va llançar a l'aigua , abans de desaparèixer amb el vaixell: se li va concedir la Medalla d'Or al Valor Militar a títol pòstum. El Legionario, sense aturar-se, simplement va llançar les balses salvavides que tenia a bord als supervivents del destructor. Entre els que van morir abans de l'arribada de l'ajuda hi havia l'enginyer en cap , el capità dels Enginyers Navals Eugenio Amatruda, que, greument ferit, havia pujat a una bassa després d'haver fet tot el possible per salvar els seus homes (va rebre la medalla de plata al valor militar en memòria).
Altres unitats enviades al rescat des de Palerm van rescatar 49 homes del Bombardiere , la majoria dels quals estaven ferits o patien hipotèrmia. El comandant Moschini, 7 oficials i 167 sotsoficials i mariners van desaparèixer al mar.